# یواس‌اس کاپریکورناس (ای‌کی‌ای-۵۷)
یواس‌اس کاپریکورناس(ای‌کی‌ای-۵۷) (به انگلیسی: USS Capricornus (AKA-57)) یک کشتی بود که طول آن ۴۵۹ فوت ۲ اینچ (۱۳۹٫۹۵ متر) بود. این کشتی در سال ۱۹۴۳ ساخته شد.